# Golfe Maliaque
Le golfe Maliaque, en grec moderne Μαλιακός κόλπος, Maliakós kólpos, en latin Sinus Maliacus, également appelé golfe Lamiaque, est un golfe de la mer Égée, en mer Méditerranée situé en Grèce, dans la périphérie de Grèce-Centrale.
La tribu grecque des Maliens lui a donné son nom. Son rivage a avancé depuis l'Antiquité, réduisant sa superficie. Sur son rivage méridional se trouve le passage des Thermopyles, voie de communication stratégique entre la Grèce du nord et du sud depuis l'Antiquité. Le fleuve Sperchios se jette dans le golfe Maliaque sur son rivage occidental.